# Диоптаз
Диоптаз (от др.-греч. διοπτεύω — вижу насквозь (часто внутри кристалла видны трещинки спайности); также: ахирит, аширит, медный изумруд, конголезский изумруд, киргизит) — минерал, медный силикат. Химическая формула —
Сu6[Si6О18]×6H2O. Тригональная сингония, тригонально-ромбоэдрический. Относится к редким минералам.

## Свойства
Цвет от изумрудно- до тёмно-зелёного. Прозрачный или полупрозрачный, до тёмного, просвечивающего в тонких краях. Цвет черты голубой до синевато-зелёного. Твёрдость 5—5,5. Хрупкий. Плотность 3,28—3,35. Блеск стеклянный. Спайность совершенная по (1011). Излом ступенчато-неровный до раковистого. Очень хрупкий.

## Формы нахождения

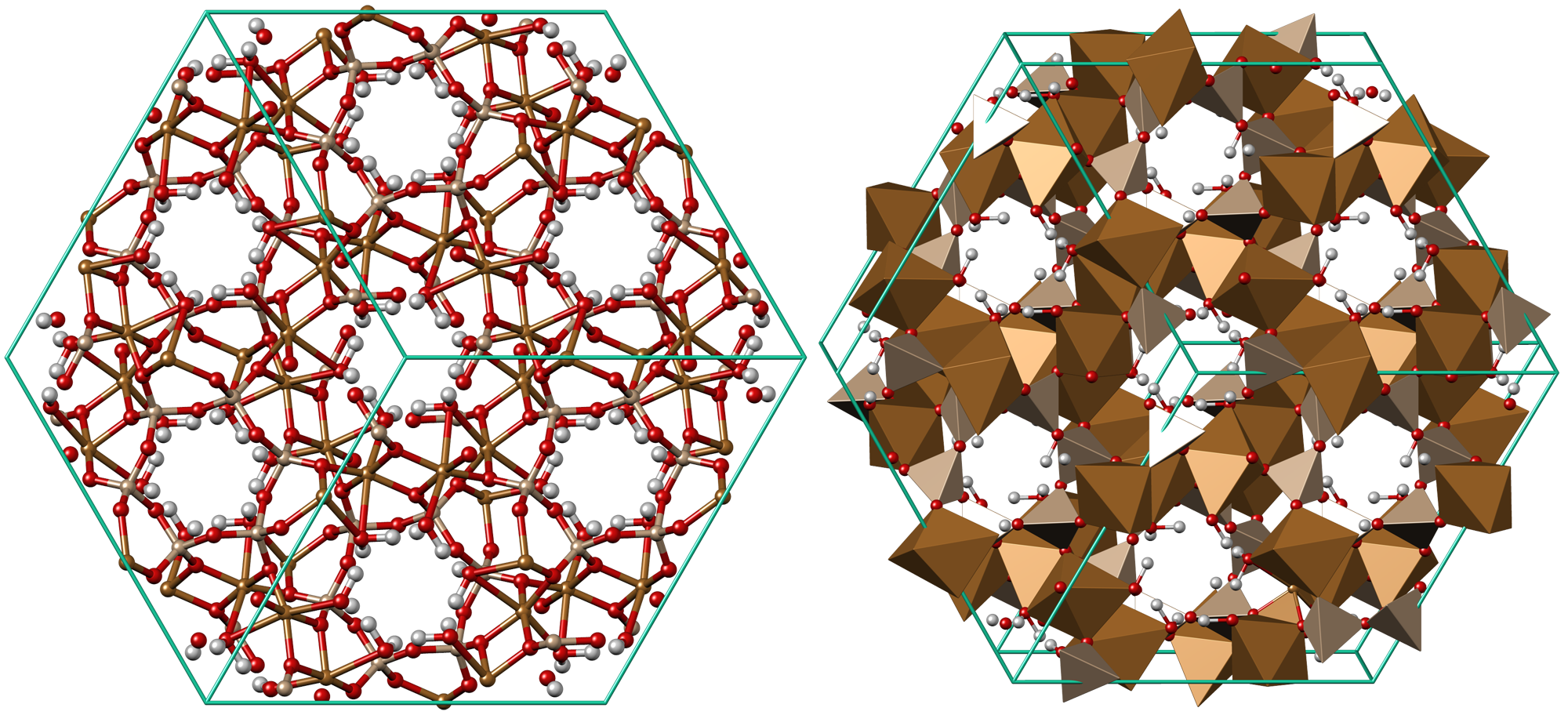
Кристаллическая структура диоптаза

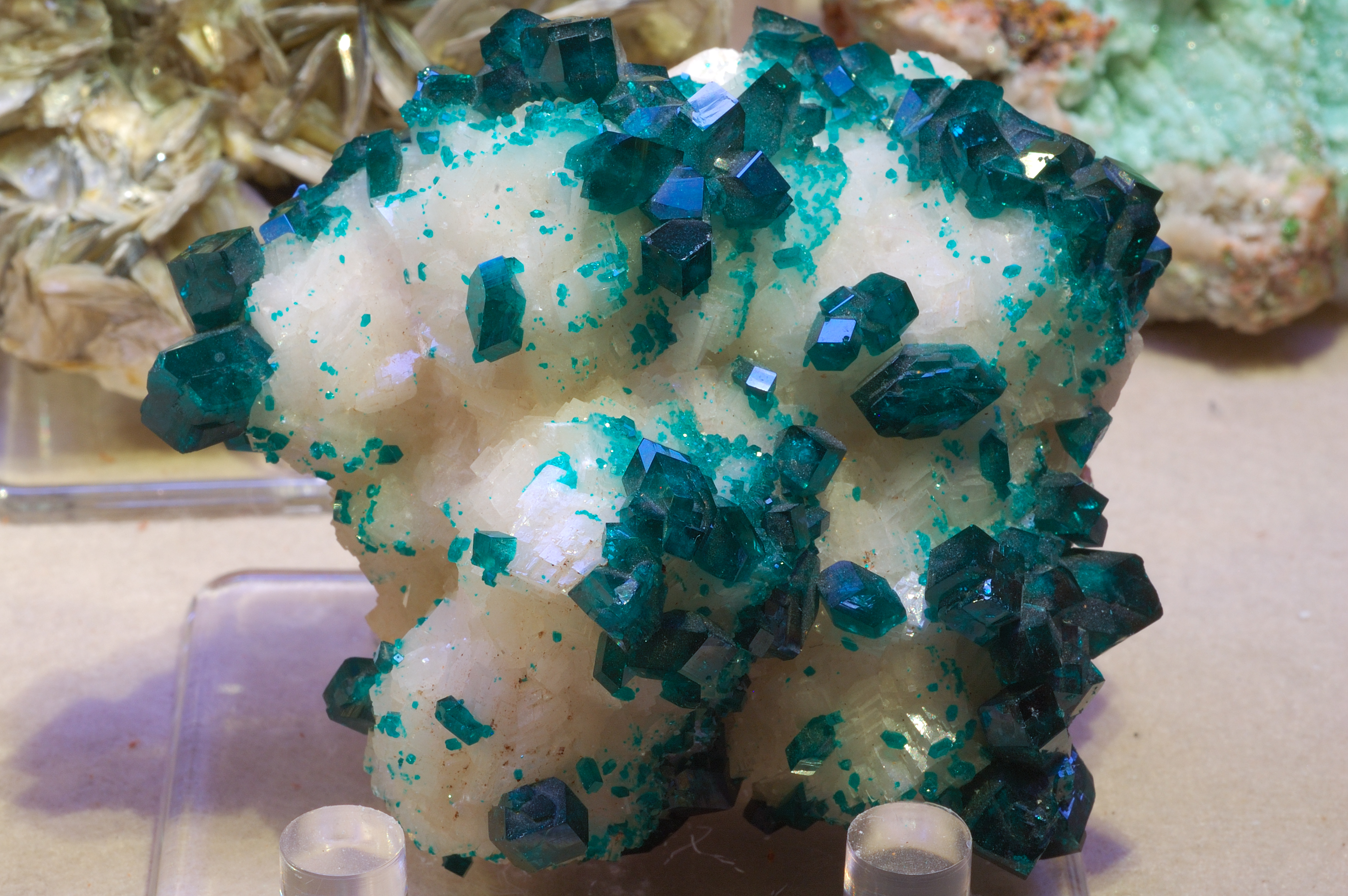
Диоптаз

Кристаллы короткостолбчатые, короткопризматические до удлиненных. Мелкие друзы, кристаллические корки, шестовато-лучистые агрегаты, секреции, тонкие прожилки и примазки, мелкозернистые до плотных сплошные массы. Под паяльной трубкой не плавится, в окислительном пламени чернеет. В соляной кислоте и аммиаке разлагается с выделением студенистого осадка кремнезёма.

## Сопутствующие минералы
Лимонит, кальцит, кварц, хризоколла, брошантит, малахит, азурит.

## Происхождение

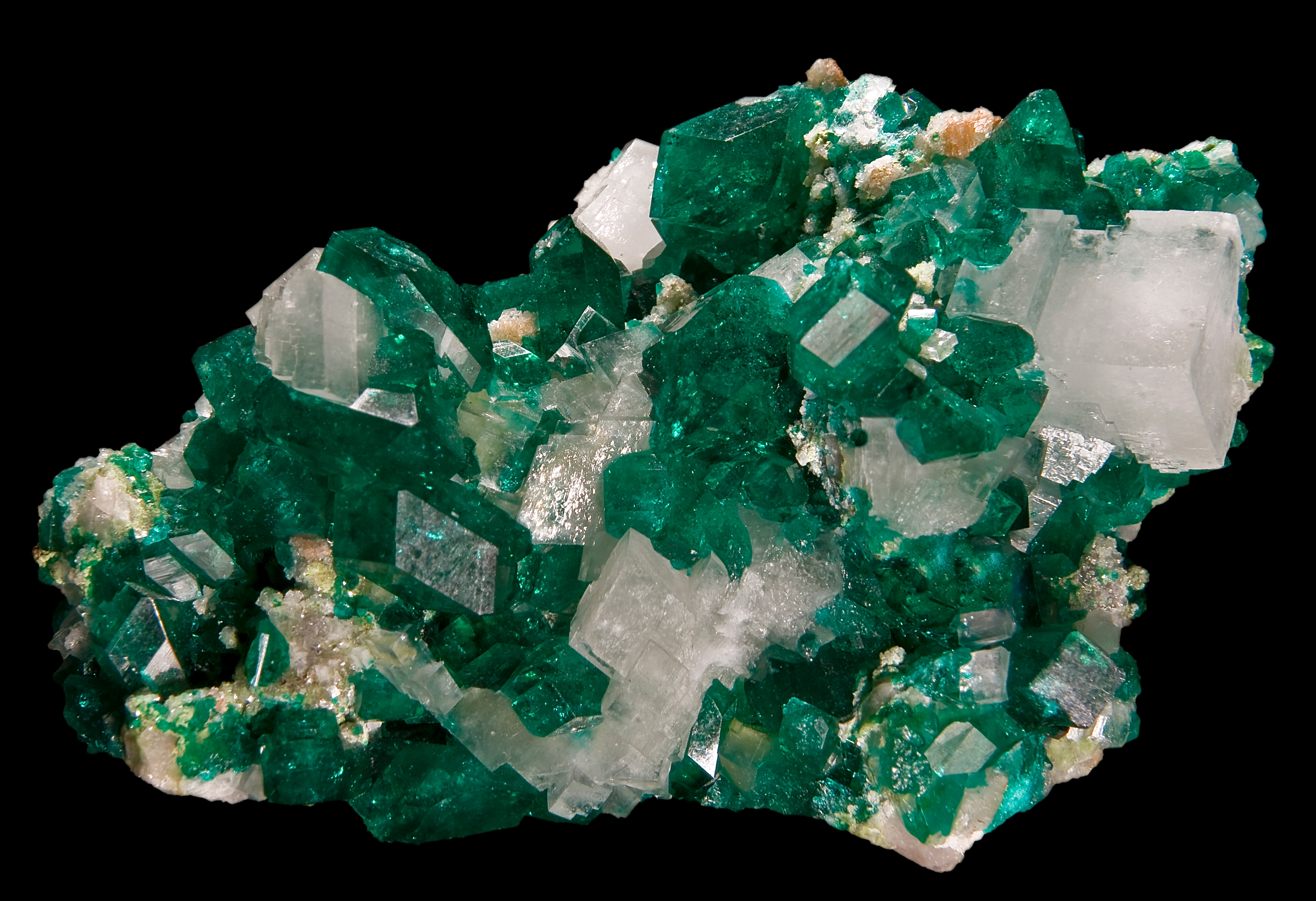
Диоптаз в материнской породе (кальцит), Намибия

Типичный гипергенный минерал, встречается в кальцитовых жилах в зонах окисления медносульфидных месторождений. Кроме того, изредка встречается в некоторых россыпях.
Месторождения немногочисленны: Алтын-Тюбе (Казахстан); близ Копиано (Чили); окр. Пинал (шт. Аризона, США); Шаба (Заир); Цумеб (Намибия); Tantara Mine (Демократическая Республика Конго).

## Применение
Диоптаз слишком редок, чтобы служить рудой. Несмотря на замечательный цвет, хорошая спайность и хрупкость затрудняет его ювелирную обработку. В отдельных случаях используется в эксклюзивных ювелирных изделиях в виде вставок из необработанных кристаллов или кристаллических щёток. В иконописи ценится как минеральный пигмент. Умело извлечённые штуфы с кристаллами диоптаза эстетически очень привлекательны, украшают музеи и высоко ценятся коллекционерами, отчего ведётся специальная его добыча как коллекционного материала.